# Dean Kent
Dean Matthew Kent (Palmerston North, 6 novembre 1978) è un ex nuotatore neozelandese.
Specializzato nei misti ha partecipato alle Olimpiadi di Sydney 2000 e di Atene 2004.

## Palmarès
- Giochi del Commonwealth

Melbourne 2006: argento nei 200m misti.